# Leandro (ur. 1985)
Leandro, właśc. Leandro Montera da Silva (ur. 12 lutego 1985) – brazylijski piłkarz, występujący na pozycji napastnika.

## Kariera piłkarska
Od 2005 występował w Nacional, São Paulo, Omiya Ardija, Montedio Yamagata, Vissel Kobe, Gamba Osaka, Al-Sadd, Ar-Rajjan SC i Kashiwa Reysol.